# Hermann Grüder
Hermann Grüder (ur. 24 sierpnia 1828, zm. 15 grudnia 1883) – niemiecki duchowny katolicki, pierwszy prefekt apostolski Danii od 1868.
Po otrzymaniu święceń kapłańskich pracował na terenie diecezji osnabrückiej. Brał udział w odtwarzaniu struktury kościoła katolickiego w Skandynawii. Przewodził wspólnotą parafialnym na terenie Danii w: Kopenhadze (zał. ok. 1640) i Fredericii (1674). W 1869 r. został mianowany prefektem apostolskim Danii. Zorganizował nowe parafie w: Odense i Randers (1867), Horsens (1872), Aarhus (1873), Kolding (1882) i Svendborg (1883). Sprowadził do Danii zakon jezuitów, którym ufundował kolegium im. św. Andrzeja w stolicy kraju (1873). Wszystkie te działania sprawiły, że liczba katolików w Danii wzrosła z tysiąca do trzech tysięcy.